# Geníchesk
Geníchesk (en ucraniano: Генічеськ, romanizado: Heníchesk; en ruso: Геническ, romanizado: Geníchesk) es una ciudad ucraniana perteneciente al óblast de Jersón. Situada en el sur del país, es el centro del raión homónimo y del municipio (hromada) de Geníchesk.
La ciudad se encuentra ocupada por Rusia desde febrero de 2022 en el marco de la invasión rusa de Ucrania. Desde que Ucrania recuperó el control de la ciudad de Jersón, se convirtió en la capital administrativa del óblast de Jersón bajo control de Rusia.

## Toponimia
El origen del nombre Geníchesk está asociado con genichi (estrecho en tártaro de Crimea). El nombre ucraniano oficial de la ciudad en la primera mitad del siglo XX era Genícheske.

## Geografía
Geníchesk está a orillas del mar de Azov, al norte de la punta de tierra de Arabat. Se encuentra a unos 180 kilómetros al sureste de Jersón. Geníchesk es la entrada al parque nacional natural de Azov-Sivash.

### Clima
Según la clasificación climática de Köppen, Geníchesk tiene un clima continental húmedo que linda con un clima semiárido con inviernos fríos y veranos cálidos.
| Parámetros climáticos promedio de Geníchesk (1991–2020, extremos 1883–hoy)                        | Parámetros climáticos promedio de Geníchesk (1991–2020, extremos 1883–hoy) | Parámetros climáticos promedio de Geníchesk (1991–2020, extremos 1883–hoy) | Parámetros climáticos promedio de Geníchesk (1991–2020, extremos 1883–hoy) | Parámetros climáticos promedio de Geníchesk (1991–2020, extremos 1883–hoy) | Parámetros climáticos promedio de Geníchesk (1991–2020, extremos 1883–hoy) | Parámetros climáticos promedio de Geníchesk (1991–2020, extremos 1883–hoy) | Parámetros climáticos promedio de Geníchesk (1991–2020, extremos 1883–hoy) | Parámetros climáticos promedio de Geníchesk (1991–2020, extremos 1883–hoy) | Parámetros climáticos promedio de Geníchesk (1991–2020, extremos 1883–hoy) | Parámetros climáticos promedio de Geníchesk (1991–2020, extremos 1883–hoy) | Parámetros climáticos promedio de Geníchesk (1991–2020, extremos 1883–hoy) | Parámetros climáticos promedio de Geníchesk (1991–2020, extremos 1883–hoy) | Parámetros climáticos promedio de Geníchesk (1991–2020, extremos 1883–hoy) |
| Mes                                                                                               | Ene.                                                                       | Feb.                                                                       | Mar.                                                                       | Abr.                                                                       | May.                                                                       | Jun.                                                                       | Jul.                                                                       | Ago.                                                                       | Sep.                                                                       | Oct.                                                                       | Nov.                                                                       | Dic.                                                                       | Anual                                                                      |
| ------------------------------------------------------------------------------------------------- | -------------------------------------------------------------------------- | -------------------------------------------------------------------------- | -------------------------------------------------------------------------- | -------------------------------------------------------------------------- | -------------------------------------------------------------------------- | -------------------------------------------------------------------------- | -------------------------------------------------------------------------- | -------------------------------------------------------------------------- | -------------------------------------------------------------------------- | -------------------------------------------------------------------------- | -------------------------------------------------------------------------- | -------------------------------------------------------------------------- | -------------------------------------------------------------------------- |
| Temp. máx. abs. (°C)                                                                              | 13.9                                                                       | 18.3                                                                       | 22.4                                                                       | 30.0                                                                       | 31.8                                                                       | 35.3                                                                       | 38.3                                                                       | 38.7                                                                       | 36.8                                                                       | 29.2                                                                       | 23.6                                                                       | 17.8                                                                       | 38.7                                                                       |
| Temp. máx. media (°C)                                                                             | 1.7                                                                        | 2.7                                                                        | 7.5                                                                        | 14.1                                                                       | 21.3                                                                       | 26.4                                                                       | 29.3                                                                       | 28.8                                                                       | 22.7                                                                       | 15.5                                                                       | 8.5                                                                        | 3.7                                                                        | 15.2                                                                       |
| Temp. media (°C)                                                                                  | -1.0                                                                       | -0.4                                                                       | 3.9                                                                        | 10.2                                                                       | 17.0                                                                       | 21.8                                                                       | 24.4                                                                       | 23.8                                                                       | 18.2                                                                       | 11.7                                                                       | 5.6                                                                        | 1.0                                                                        | 11.4                                                                       |
| Temp. mín. media (°C)                                                                             | -3.2                                                                       | -2.9                                                                       | 1.2                                                                        | 6.8                                                                        | 12.9                                                                       | 17.3                                                                       | 19.5                                                                       | 19.0                                                                       | 14.0                                                                       | 8.4                                                                        | 3.1                                                                        | -1.2                                                                       | 7.9                                                                        |
| Temp. mín. abs. (°C)                                                                              | -30.3                                                                      | -28.0                                                                      | -18.4                                                                      | -9.0                                                                       | -2.2                                                                       | 0.2                                                                        | 8.4                                                                        | 6.0                                                                        | -5.4                                                                       | -12.2                                                                      | -20.8                                                                      | -22.1                                                                      | -30.3                                                                      |
| Precipitación total (mm)                                                                          | 32.5                                                                       | 31.7                                                                       | 34.0                                                                       | 31.7                                                                       | 32.2                                                                       | 40.2                                                                       | 29.2                                                                       | 35.9                                                                       | 30.1                                                                       | 30.3                                                                       | 36.7                                                                       | 38.0                                                                       | 402.5                                                                      |
| Días de precipitaciones (≥ 1.0 mm)                                                                | 6.9                                                                        | 6.3                                                                        | 7.2                                                                        | 5.8                                                                        | 5.4                                                                        | 5.7                                                                        | 3.8                                                                        | 3.4                                                                        | 4.3                                                                        | 5.1                                                                        | 6.5                                                                        | 6.9                                                                        | 67.3                                                                       |
| Horas de sol                                                                                      | 46.5                                                                       | 77.0                                                                       | 130.2                                                                      | 208.5                                                                      | 308.5                                                                      | 306.0                                                                      | 311.6                                                                      | 310.0                                                                      | 232.5                                                                      | 161.2                                                                      | 55.5                                                                       | 43.4                                                                       | 2190.8                                                                     |
| Humedad relativa (%)                                                                              | 88.3                                                                       | 86.1                                                                       | 83.0                                                                       | 77.2                                                                       | 71.6                                                                       | 69.4                                                                       | 65.6                                                                       | 65.9                                                                       | 72.5                                                                       | 79.7                                                                       | 86.8                                                                       | 88.7                                                                       | 74.8                                                                       |
| Fuente n.º 1: Pogoda.ru World Meteorological Organization (humidity and precipitation 1981–2010), |                                                                            |                                                                            |                                                                            |                                                                            |                                                                            |                                                                            |                                                                            |                                                                            |                                                                            |                                                                            |                                                                            |                                                                            |                                                                            |
| Fuente n.º 2: Climatebase.ru (sun 1891–2005)                                                      |                                                                            |                                                                            |                                                                            |                                                                            |                                                                            |                                                                            |                                                                            |                                                                            |                                                                            |                                                                            |                                                                            |                                                                            |                                                                            |

## Historia
La ciudad fue fundada como una fortaleza por el Imperio ruso en 1784, y se conoció hasta 1837 como Genich (en ucraniano: Геніч, romanizado: Henich; en ruso: Генич) y hasta 1812 también era conocido como Ust-Ozivske. Era un puerto y un centro comercial en la ruta de la sal, que iba desde el norte de Crimea hasta Rusia. Con la construcción de un ramal del ferrocarril Sebastopol-Lozova, se conectó a la red ferroviaria en 1876.
Geníchesk recibió el estatus de ciudad en 1938.
Durante la Segunda Guerra Mundial, la ciudad fue ocupada por Alemania del 16 de septiembre de 1941 al 30 de octubre de 1943. Los alemanes operaron una prisión nazi en la ciudad. Fuerzas especiales de los gobiernos títeres del Estado Independiente de Croacia y la Italia fascista fueron asignadas la tarea de proteger la costa de los desembarcos y saboteadores soviéticos. 
El asteroide (2093) Geníchesk lleva el nombre de la ciudad.
El 24 de febrero de 2022, Geníchesk fue capturada por el ejército ruso durante la invasión rusa de Ucrania de 2022. Durante la captura rusa, ocurrió un incidente famoso en el que una anciana se enfrentó a los soldados rusos y les dijo: "Pongan semillas de girasol en sus bolsillos para que crezcan en suelo ucraniano cuando mueran". La ciudad también fue escenario de la muerte de Vitaliy Skakun, quien murió al volar un puente para detener el avance ruso. El 3 de junio, el presidente ucraniano Volodímir Zelenski decretó la creación de una administración militar para la ciudad. En noviembre de 2022, la contraofensiva del sur de Ucrania expulsó con éxito a las fuerzas rusas de la ciudad de Jersón. Como tal, las fuerzas rusas trasladaron su centro administrativo temporal a Geníchesk, aunque aún reclaman a Jersón como la capital oficial en el exilio. El 9 de noviembre, el líder separatista y subjefe de la administración civil-militar de Jersón ocupada por Rusia, Kiril Stremousov, murió en un accidente cerca de Geníchesk.

## Demografía
La evolución de la población de Geníchesk entre 1926 y 2022 fue la siguiente:
| 9931                                                          | 16 027 | 14 420 | 20 031 | 21 990 | 23 289 | 21 793 | 20 487 | 20 353 | 19 869 | 19 501 | 18 889 |
| (Fuente: Cities & Towns of Ukraine y UKRAINE: Größere Städte) |        |        |        |        |        |        |        |        |        |        |        |

Según el censo de 2001, el 69,5% de la población son ucranianos, el 26% son rusos y el resto de minorías son principalmente tártaros de Crimea (2%). En cuanto al idioma, la lengua materna de la mayoría de los habitantes, el 68,96%, es el ruso; del 29,35% es el ucraniano.
En 1897, 2.816 judíos vivían en Geníchesk (34,9% de la población). Sin embargo, la población se vio mermada tras un pogromo en 1905 y tras el Holocausto (los nazis mataron a 300 judíos en 1941).

## Economía
Geníchesk vive, principalmente, a expensas de la pesca, la industria alimentaria, el sector de servicios, el negocio turístico y tiene buenas perspectivas para convertirse en una ciudad económica y socialmente desarrollada de Ucrania. Durante el siglo XX Geníchesk fue la ubicación de una de las mayores fábricas de harina en el sur de Ucrania.
Al estar en la base del banco de arena más largo de Europa, en el que también hay tres manantiales curativos únicos y el legado histórico de la rica historia de la región, la perspectiva de un negocio turístico parece obvia.

## Infraestructura

### Arquitectura, monumentos y lugares de interés
La ciudad está construida principalmente con casas de un piso. Incluso en el centro, en la avenida Miru, hay muchos edificios de una sola planta. Un famoso hito arquitectónico de Geníchesk es el arco Kalymbet (construido a principios del siglo XX por un comerciante local) y otro son las antiguas instalaciones del antiguo Banco Comercial Internacional de San Petersburgo. En la ciudad hay un monumento a los soldados que murieron durante la Segunda Guerra Mundial en las batallas por Geníchesk.
También tiene un museo de costumbres locales, con una colección dedicada a la historia de la ciudad.

### Transporte
La ciudad de Geníchesk tiene una conexión de autobús con Jersón, Zaporiyia, Dnipró y asentamientos en los distritos vecinos.
Hay una estación de tren del mismo nombre en Geníchesk, a través de la cual tiene conexiones con muchas ciudades de Ucrania durante la temporada de vacaciones, así como trenes eléctricos suburbanos. Hasta el 8 de junio de 2001, el puerto marítimo de Geníchesk existió como parte del puerto comercial marítimo de Skadovsk pero después de esa fecha, se convirtió en un puerto independiente.

## Personas destacadas
- Tamara Smirnova (1935-2001): astrónoma soviética rusa que descubrió 134 asteroides.
- Iuliia Mendel (1986): periodista y asesora político ucraniana que fue secretaria de prensa para Volodímir Zelenski.
- Anton Shvets (1993): futbolista ruso que juega en la posición de centrocampista.

## Galería

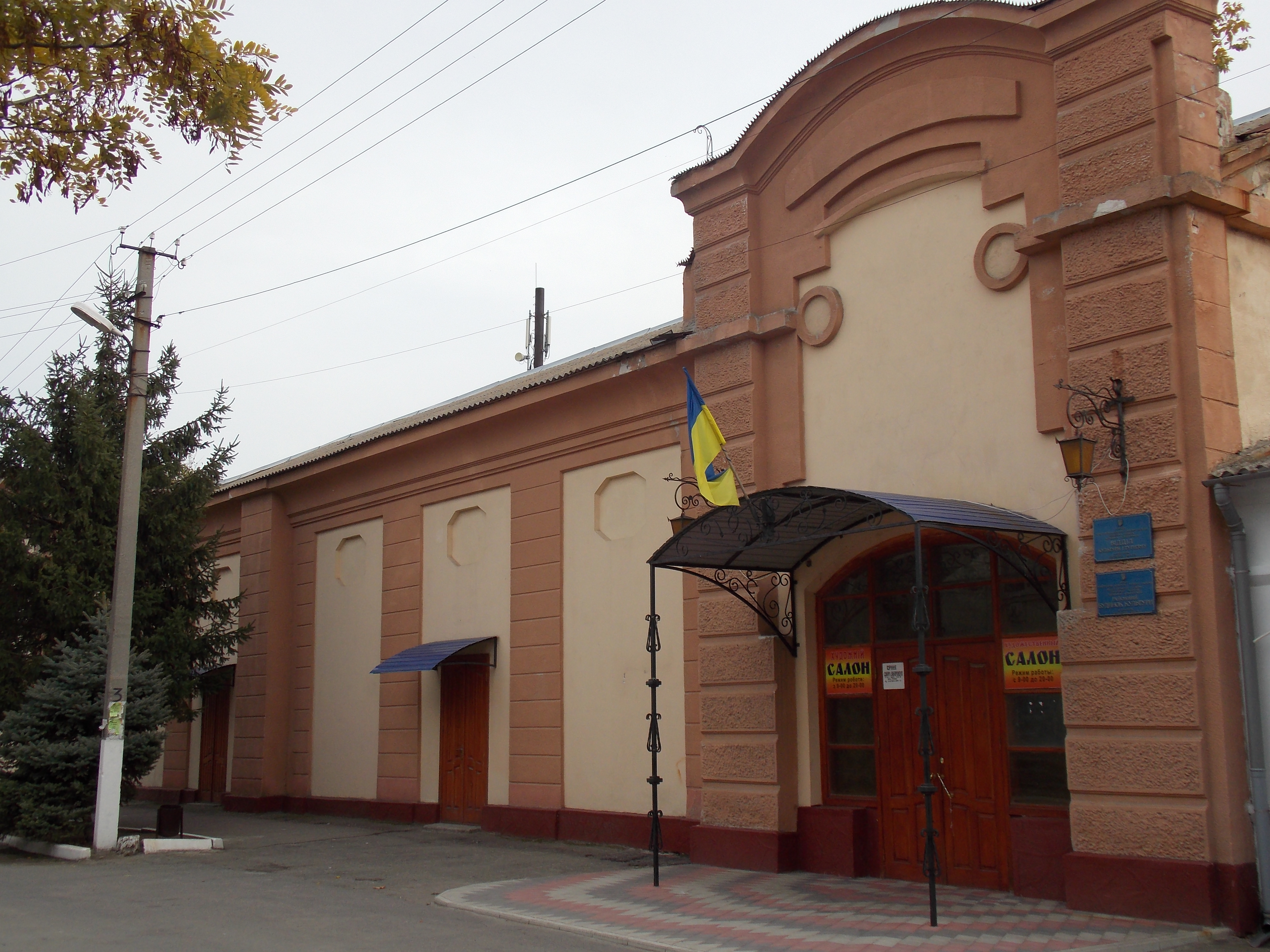
Casa de la cultura
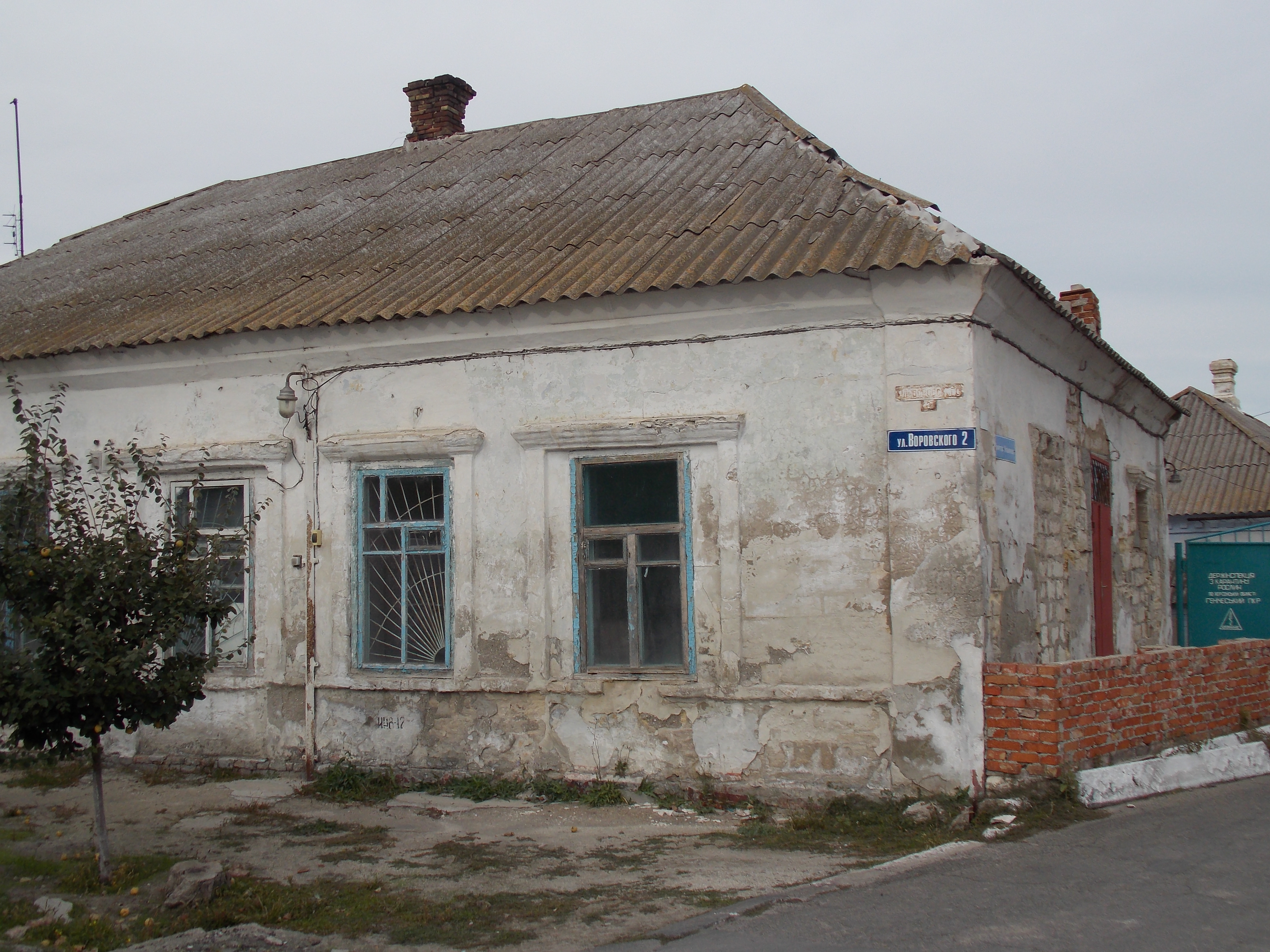
Antigua mansión de Dimitri Ulianov
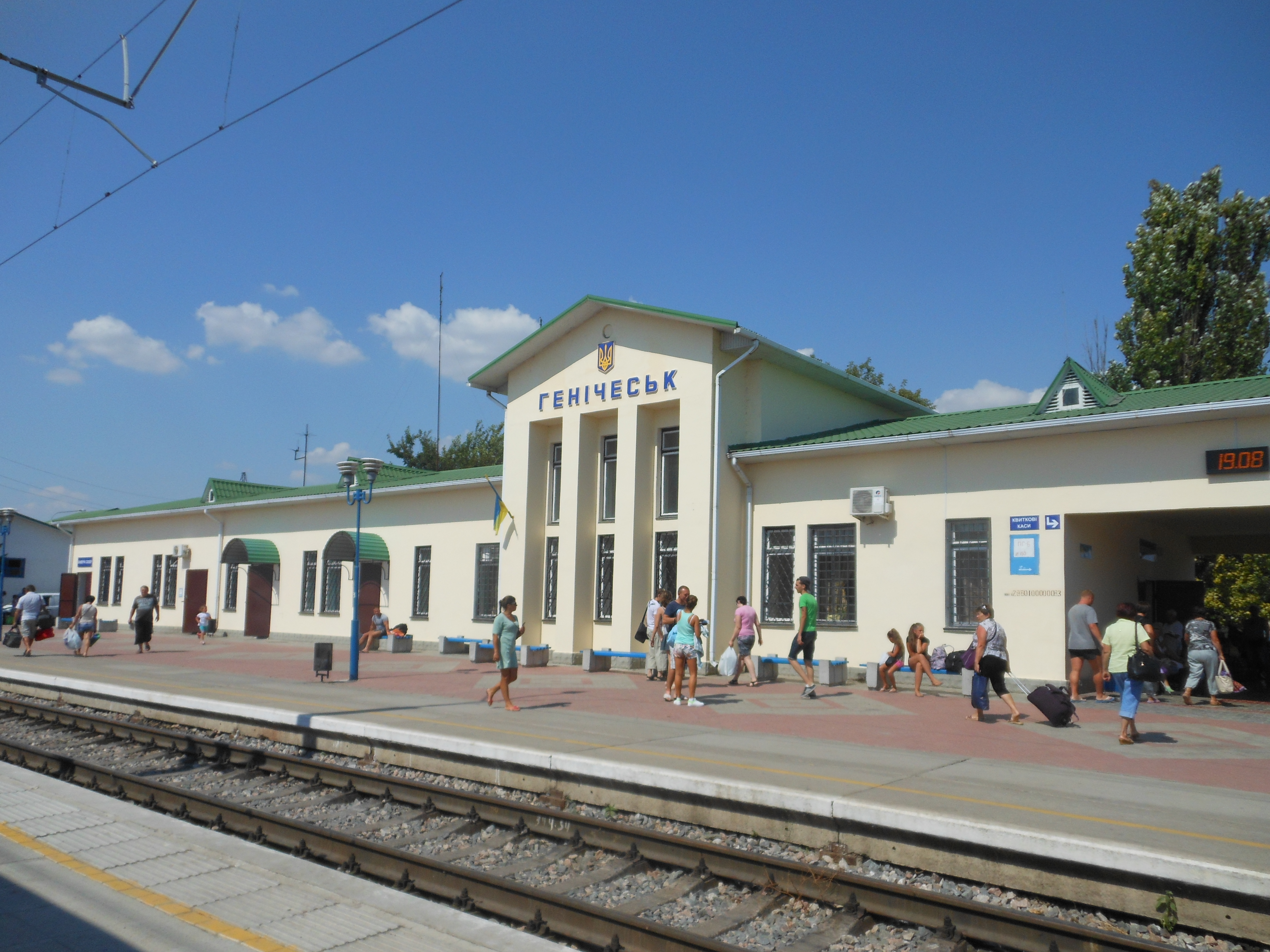
Estación de trenes
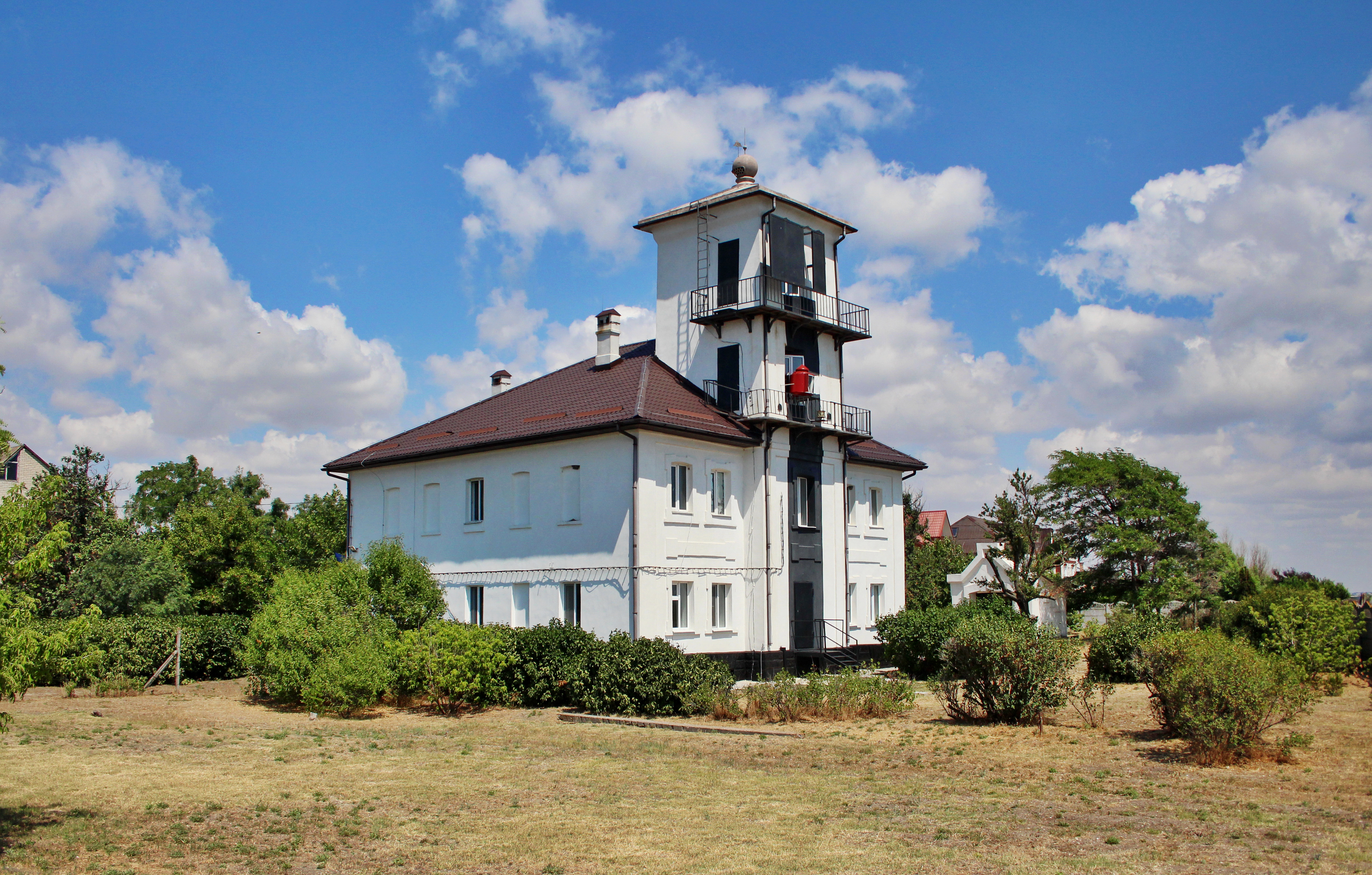
Faro de Geníchesk
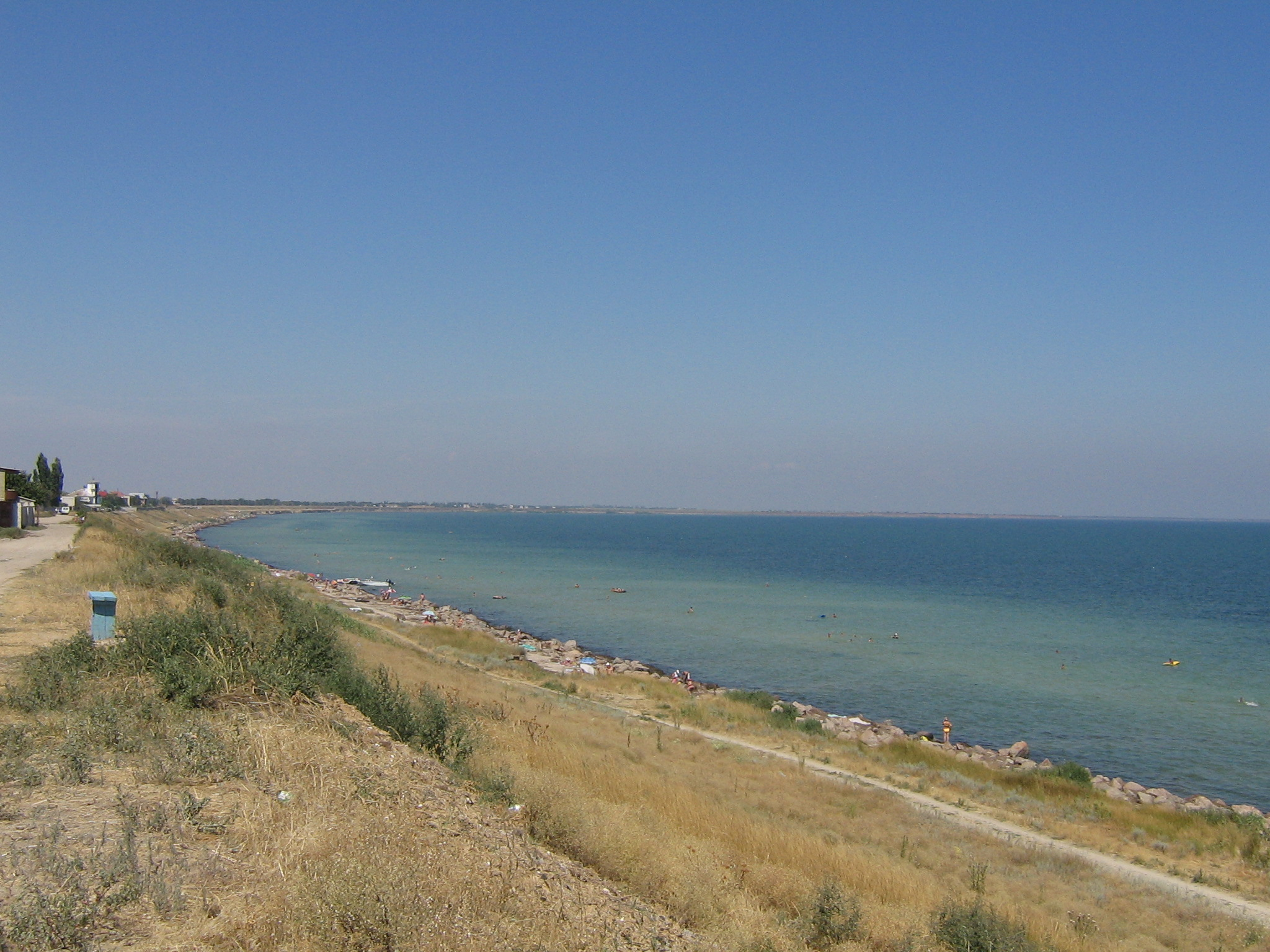
Playa de Geníchesk

## Ciudades hermanadas
Geníchesk está hermanada con las siguientes ciudades:
- Ozurgueti, Georgia.